# Modello di FitzHugh-Nagumo
Il modello di FitzHugh-Nagumo è un modello matematico che descrive il processo di depolarizzazione della membrana cellulare, esso è una semplificazione del modello di Hodgkin-Huxley. Si tratta di un sistema differenziale di due equazioni:
{\displaystyle \left\{{\begin{aligned}{\frac {dV}{dt}}&=g(V)-W+I_{a}\\{\frac {dW}{dt}}&=bV-hW\end{aligned}}\right.}
con {\displaystyle g(V)=V(a-V)(V-1)}, dove {\displaystyle V} è il potenziale della cellula, {\displaystyle W} è una grandezza che riassume tutti i parametri del sistema e {\displaystyle I_{a}} è un impulso elettrico esterno.

## Analisi del sistema
Questo sistema si analizza, utilizzando il metodo del piano di fase per le equazioni non lineari, ponendo:
{\displaystyle \left\{{\begin{aligned}{\frac {dV}{dt}}&=f_{1}\\{\frac {dW}{dt}}&=f_{2}\end{aligned}}\right.}
Analizziamo il sistema dapprima considerando la situazione in cui non ci sia un impulso elettrico esterno ({\displaystyle I_{a}=0}).
In pratica rappresentiamo le funzioni {\displaystyle f_{1}} e {\displaystyle f_{2}} sul piano V-W e studiamo i loro punti di intersezione.
Come si può notare, l'origine (V=0, W=0) è un punto stazionario, ovvero il sistema nel punto (0,0) non evolve nel tempo e dunque vale la condizione:
{\displaystyle \left\{{\begin{aligned}f_{1}=0\\f_{2}=0\end{aligned}}\right.}
Questa è la condizione di stazionarietà del punto.
È necessario ora capire che tipo di punto stazionario sia l'origine. A tal fine possiamo ricorrere al metodo della linearizzazione: sia {\displaystyle {\vec {f}}({\vec {x}})=(f_{1}({\vec {x}},f_{2}({\vec {x}}))} un campo vettoriale, con {\displaystyle {\vec {x}}=(V,W)}. Allora {\displaystyle f({\vec {x}})} può essere sviluppato nella somma di due termini:
{\displaystyle {\vec {f}}=A({\vec {x}}-{\vec {x_{s}}})+O((x+x_{0})^{2})}
Dove A è lo jacobiano del campo vettoriale {\displaystyle {\vec {f}}({\vec {x}})}: 
{\displaystyle J=\left({\begin{matrix}\nabla {\vec {f}}_{1}\\\nabla {\vec {f}}_{2}\end{matrix}}\right)}
Quindi si può approssimare {\displaystyle {\vec {f}}} con J. A questo punto si calcolano la traccia ed il determinante dello jacobiano. Senza entrare nel merito della teoria dei sistemi differenziali, si può utilizzare il seguente diagramma
Consideriamo il sistema sempre nel caso {\displaystyle I_{a}=0}. 
In questo caso:
{\displaystyle J_{\vec {0}}=\left({\begin{matrix}-a-1\\b-h\end{matrix}}\right)}
Assumiamo per semplicità che tutti i parametri siano positivi e che {\displaystyle a} sia sempre compreso tra 0 e 1.
{\displaystyle \left\{{\begin{aligned}\det(J_{\vec {0}})&=ah+b>0\\Tr(J_{\vec {0}})&=-(a+h)<0\end{aligned}}\right.}
Il punto (0,0) è dunque stabile. Consideriamo ora il comportamento delle linee di campo. Il +/- indica il segno che assumono le nullclines:
Il sistema ha andamenti diversi a seconda che "si parta" da sinistra o da destra di {\displaystyle a}. 
Un sistema di questo tipo, con comportamento diverso a seconda delle condizioni iniziali, è detto eccitabile.
Ora consideriamo il caso in cui la cellula sia soggetta ad una differenza di potenziale costante ({\displaystyle I_{a}=cost}). L'effetto è di innalzare la curva {\displaystyle f_{1}}, così da avere un altro punto stazionario, che chiamiamo q. Mentre l'origine continua ed essere stabile, q genera un ciclo limite, in quanto viene soddisfatta la condizione sufficiente del teorema di Poincaré-Bendixson: dato un punto stazionario x ed una regione R, compresa tra due curve come nella seguente figura,
se esiste un vettore:
{\displaystyle V=e_{1}P(x,y)+e_{2}Q(x,Y)}
costantemente rivolto verso l'interno di R, allora si dimostra che esiste in R un ciclo limite.
I cicli limite sono le traiettorie nel piano di fase che corrispondono ad oscillazioni periodiche del sistema e sono le soluzioni alle quali tendono le traiettorie per tutte le condizioni iniziali corrispondenti a punti di una determinata regione del piano di fase.
Nel caso del modello di FitzHugh-Nagumo si può notare che esiste una regione R attorno a q tale da soddisfare il teorema di Poincaré-Bendixon:
Poiché vi sono dei cicli limite, l'andamento di V deve essere di tipo oscillatorio. In sostanza il segnale di depolarizzazione è aleatorio e non stazionario ed è generato dalla depolarizzazione della membrana ad opera di un impulso elettrico che interrompe momentaneamente lo stato di equilibrio (stato di riposo) in cui si trova la cellula. Con questo modello si spiega il pacemaker.